# Patelloa pachypyga
Patelloa pachypyga là một loài ruồi trong họ Tachinidae.